# Elecciones presidenciales de Rusia de 1996
Las elecciones presidenciales de Rusia de 1996 se realizaron el domingo 16 de junio de 1996 (primera vuelta) y el miércoles 3 de julio siguiente (segunda vuelta). El resultado fue la victoria del, en ese momento, presidente de Rusia, Borís Yeltsin, quien se presentó como independiente. La participación en la primera ronda de la votación fue del 69,8 %. De acuerdo con los datos anunciados, Yeltsin ganaba un 35 % del voto; Guennadi Ziugánov un 32 %; Aleksandr Lébed, un 14,5 %; el candidato liberal Grigori Yavlinski un 7,4 %; el nacionalista de extrema derecha Vladímir Zhirinovski un 5,8 %; y el expresidente soviético Mijaíl Gorbachov un 0,5 %. Con ningún candidato asegurando una mayoría absoluta, Yeltsin y Ziugánov pasaron a una segunda ronda. Al mismo tiempo, Yeltsin recogía un gran sector del electorado designando a Lébed para los puestos de consejero de seguridad nacional y secretario del Consejo de Seguridad. En el escrutinio de la segunda vuelta, con una participación de un 68,9 %, Yeltsin consiguió un 53,8 % del voto y Ziugánov un 40,3 %, con el resto (5,9 %) votando "contra todos".
Análisis y declaraciones posteriores afirman que las elecciones fueron fraudulentas, con el fin de favorecer a Yeltsin. Y es que al comienzo de la campaña se había pensado que Yeltsin, que gozaba de una salud dudosa (después de haberse recuperado de una serie de infartos) y cuyo comportamiento era algo errático, tenía pocas posibilidades de reelección. Cuando empezó el período electoral a principio de 1996, la popularidad de Yeltsin estaba cercana a cero. Mientras tanto, el Partido Comunista de la Federación Rusa de la oposición ya había ganado terreno en el voto parlamentario el 17 de diciembre de 1995, y su candidato, Guennadi Ziugánov, tenía una base fuertemente organizada, especialmente en las zonas rurales y las pequeñas ciudades, y apelaba al recuerdo de los tiempos del prestigio soviético en el escenario internacional y el orden socialista.
En este contexto, Yeltsin cambió a su equipo electoral y nombró director de campaña a Anatoli Chubáis, que no solo era el organizador de la campaña sino también el arquitecto del programa de privatización ruso. Así, el entorno del presidente asumió que solo tenía un breve período para actuar en la privatización; por ello necesitaba dar pasos que tuvieran un impacto inmediato, haciendo que la vuelta atrás en la reforma tuviera un coste prohibitivo para sus oponentes. La solución de Chubáis fue optar por intereses potencialmente poderosos, incluyendo los directores de empresas y oficiales regionales, con el fin de asegurar la reelección de Yeltsin.
En la primavera de 1996, Chubáis y Yeltsin reclutaron a un equipo de seis magnates que lideraban las finanzas de Rusia (todos oligarcas), los cuales financiaron la campaña de Yeltsin con US$500 millones, a pesar de que el límite de la campaña se había fijado en 3 millones de acuerdo con la ley electoral rusa. Además garantizaron una cobertura mediática que servía a la estrategia de la campaña del presidente. Los medios dibujaron el cuadro de una elección fatídica para Rusia: entre Yeltsin y la "vuelta al totalitarismo" e incluso jugaron con la idea de una guerra civil si un comunista era elegido presidente. El círculo de Yeltsin trabajó para dividir el discurso político, excluyendo de este modo al centro —representado principalmente por el liberal Grigori Yavlinski— y convenciendo a los votantes de que solo Yeltsin podía vencer a la "amenaza" comunista. Las elecciones se convirtieron en una competición entre dos hombres, y Ziugánov, que carecía de los recursos de Yeltsin y del apoyo financiero, vio impotente cómo se desvanecía su, al principio, fuerte iniciativa.
Yeltsin hizo una campaña enérgica, acallando las voces acerca de su salud, explotando todas las ventajas para mantener un alto perfil mediático. Para apaciguar el descontento de los votantes, hizo la declaración de que abandonaría algunas reformas económicas impopulares (políticas de austeridad neoliberales) y aumentaría el gasto en asistencia social, terminaría con la guerra de Chechenia, pagaría los atrasos de salarios y pensiones y cancelaría el programa de reclutamiento militar. Un mes después de su elección, Yeltsin decretó la cancelación de casi todas estas promesas, con excepción de la guerra de Chechenia, que se paró durante 3 años. Justo después de la elección, la salud física y la estabilidad mental de Yeltsin se fueron haciendo cada vez más precarias. Muchas de las funciones ejecutivas de Yeltsin recayeron sobre un grupo de consejeros (muchos de los cuales tenían estrechos lazos con los oligarcas).

## Antecedentes
Desde diciembre de 1995, tras las elecciones legislativas, el Partido Comunista de la Federación de Rusia, principal partido de oposición a Yeltsin, había logrado ser el partido mayoritario en la Duma Estatal, el parlamento ruso. El 9 de enero de 1996, rebeldes chechenos tomaron miles de rehenes en Daguestán y la respuesta de Yeltsin fue vista como un fracaso. La economía rusa, en crisis desde hacía un lustro, continuaba disminuyendo y muchos trabajadores no habían recibido sus salarios en meses.
La valoración pública del presidente Yeltsin estaba un su punto histórico más bajo, y figuraba en el quinto lugar entre los candidatos presidenciales con solo un 8% de apoyo, mientras que el líder del Partido Comunista, Guennadi Ziugánov, tenía un 21%. Cuando Ziugánov se presentó en el Foro Económico Mundial de Davos (Suiza) en febrero de 1996, los líderes de los países occidentales lo recibieron y los medios de comunicación de alcance mundial lo trataron como el probable próximo presidente de Rusia. Esta tendencia sembró el miedo en los oligarcas rusos, que temían que la sustitución de Yeltsin por el líder comunista pondría en peligro sus millonarias fortunas recientemente adquiridas. Como resultado, en Davos, el oligarca y multimillonario Borís Berezovski se reconcilió con el magnate de los medios de comunicación, Vladímir Gusinski, para así juntos, hacer frente común contra Ziugánov en las próximas elecciones de junio.
Antes de abandonar Davos, cenaron con Mijaíl Jodorkovski (propietario del gigante petrolero Yukos y de Bank Menatep) y con Vladímir Vinográdov; allí se forjó el llamado «Pacto de Davos». De vuelta en Moscú, se unieron al pacto los oligarcas Vladímir Potanin, Aleksandr Smolenski, Mijaíl Fridman y Piotr Aven. Tras una serie de reuniones, se decidió dejar al cargo de la nueva organización de campaña para la reelección de Yelstin a Anatoli Chubáis, responsable de la privatización de la economía rusa años atrás.
Entre tanto, el 15 de marzo de 1996, la Duma Estatal aprobó una ley que condenaba y declaraba ilegal el Tratado de Belavezha, firmado por Yeltsin y los presidentes de la RSS de Ucrania y la RSS de Bielorrusia. Este movimiento de la Duma tenía una gran importancia, ya que en ese tratado se había firmado la práctica disolución de la Unión Soviética. Debido a esto, Yeltsin consideró incluso cancelar las elecciones, sin embargo, la falta de lealtad del ejército a su persona hizo que Yeltsin fuera persuadido por Chubáis, Pável Grachov y Anatoli Kulikov para no cancelarlas.

## Campaña

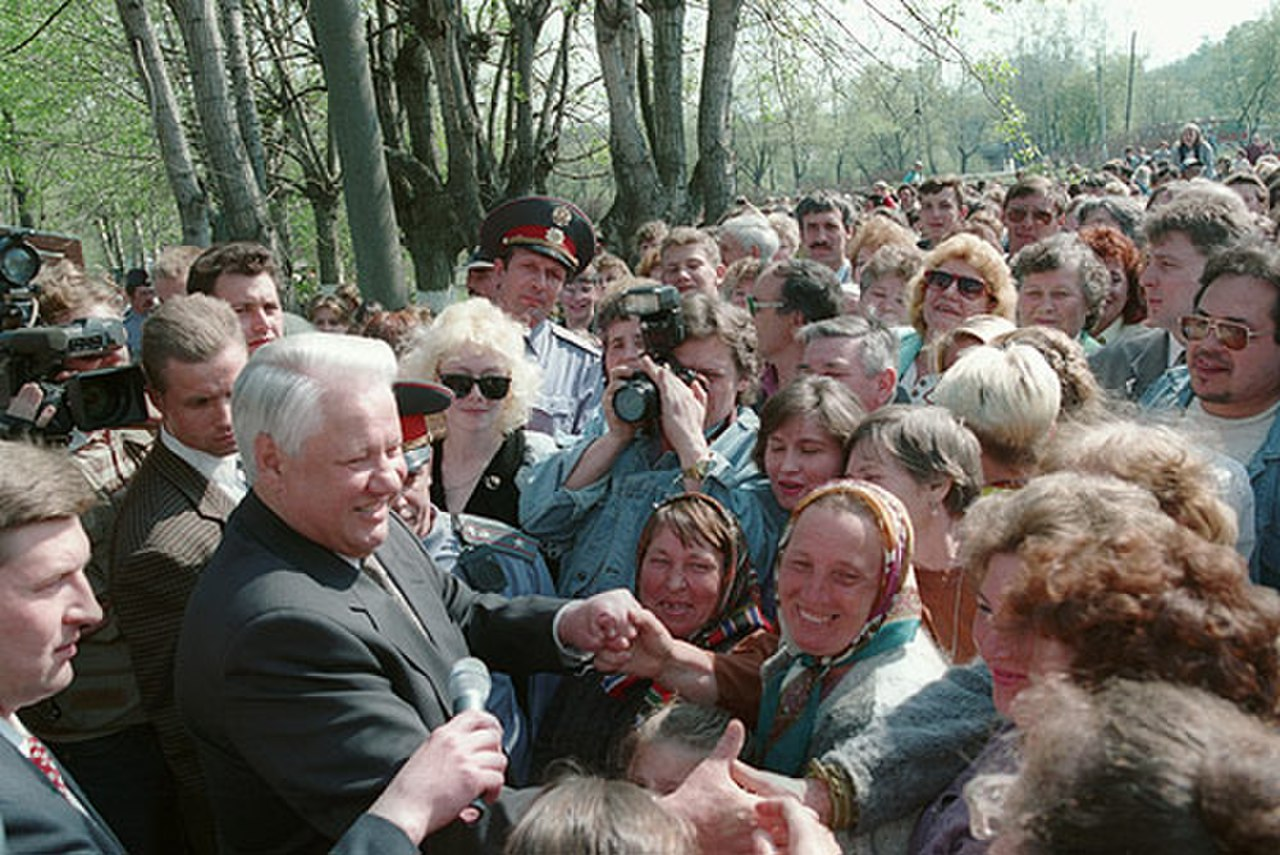
Yeltsin en un viaje a Moscú antes de las elecciones

En las regiones periféricas del país la campaña de Yeltsin dependía de sus vínculos con otros aliados—las relaciones patrón-cliente de los gobernantes locales, la mayoría de los cuales habían sido designados por el presidente. La campaña de Ziugánov tenía una organización de base muy fuerte, pero simplemente no estaba a la altura de los recursos financieros y los accesos al patrocinio que la campaña de Yeltsin podía manejar.
La primera ronda electoral tuvo lugar el 16 de junio de 1996. Dos días después, Yeltsin nombró al exgeneral Aleksandr Lébed, que había obtenido el 14,7 % de los votos y la tercera plaza, secretario del Consejo de Seguridad de la Federación de Rusia y consejero de Seguridad Nacional; como contrapartida, Lébed apoyó a Yeltsin en la segunda vuelta de las elecciones. Entre tanto, Yeltsin sufrió un grave ataque al corazón y desapareció de los medios. Su estado se mantuvo en secreto hasta el 3 de julio, día de la segunda vuelta electoral. Durante el intervalo de tiempo, el equipo de campaña de Borís Yeltsin mostraba entrevistas en los medios que nunca se produjeron y mensajes de radio grabados previamente.

### Medios de comunicación
A mediados de 1996, todos los principales medios de comunicación, tanto electrónicos como impresos, apoyaban a Yeltsin, ya que eran propiedad o estaban controlados por oligarcas o el Estado. Los medios se llenaron de mensajes a favor de Yeltsin y contra Ziugánov; se insistió en que de resultar Ziugánov elegido, Rusia «volvería a los tiempos de Stalin y el Gulag», miedo que era reforzado por incesantes documentales de televisión que recordaban las represiones de la era estalinista. Los medios de comunicación también dejaron caer que si los comunistas tomaban el poder, Yeltsin daría un golpe de Estado al que seguiría una guerra civil. El equipo de campaña de Yeltsin también empleó otras tácticas, como la cancelación de reservas hoteleras a nombre de miembros de la campaña rival, la emisión de falsas invitaciones a conferencias o ruedas de prensa en momentos equivocados o la publicación y distribución de supuestos «programas extremistas comunistas» que resultaron ser falsos.

### Gastos de campaña y apoyo de los oligarcas
La ley electoral de Rusia limitaba los gastos de campaña de cada candidato a US$3 millones. El Partido Comunista cumplió con el límite, simplemente porque ni siquiera tenía los recursos financieros suficientes como para excederlo. En cambio, se estima que la campaña de Yeltsin gastó entre 700 y 2000 millones. Esta enorme cantidad de dinero procedió de donaciones de oligarcas y otros grupos comerciales con intereses. Una suma aún mayor fue puesta a su disposición indirectamente por Occidente: El Fondo Monetario Internacional, presionado principalmente por Estados Unidos, concedió un préstamo de US$10 200 millones a Rusia en febrero de 1996, lo que permitió al gobierno gastar grandes sumas de dinero para pagar deudas atrasadas y los salarios y pensiones de millones de rusos, que recibieron el dinero poco antes de las elecciones.
El apoyo de los oligarcas también fue crucial para la campaña de reelección de Yeltsin. Los "préstamos por acciones" a precios de saldo tuvieron lugar en los preliminares de las elecciones presidenciales de 1996—cuando parecía que Ziugánov podía vencer a Yeltsin. Yeltsin y su entorno dieron a los oligarcas la oportunidad de obtener algunos de los valores más deseables de Rusia como devolución a su ayuda en la reelección. Los oligarcas, por su parte, devolvieron el favor.
La posición de los empresarios fue esencial para mantener la estabilidad social y económica en el país. Los directores representaban uno de los colectivos más poderosos; fueron ellos quienes pudieron garantizar que aquello no se convirtiera en una masiva oleada de huelgas. El gobierno, por tanto, no resistió enérgicamente la tendencia de la privatización por vales de convertirse en "privatización interna", tal y como se llamó, según la cual los empresarios veteranos adquirían la mayor proporción de acciones de las empresas privadas. De esto modo, Chubáis permitió a los patrones con buenos contactos adquirir las mayores participaciones de las empresas. Esta se convirtió en la forma de privatización más ampliamente utilizada en Rusia. Tres cuartos de las empresas privatizadas optaron por este método. El control real se situó en manos de los directores empresariales.

## Elecciones
Se ha alegado que la victoria de Yeltsin no fue legítima, debido al fraude electoral cometido por su parte. En efecto, los resultados en algunas repúblicas de Rusia, como Tartaristán, Daguestán o Baskortostán, sufrieron cambios muy extraños entre la primera y segunda vuelta. Sin embargo, también se ha alegado que aun así, estas repúblicas es poco probable que tuvieran una influencia significativa en el resultado final.
Moscú y San Petersburgo juntas supusieron más de la mitad del apoyo del presidente, pero este apoyo también fue importante en las grandes ciudades de los Urales y en el norte y noroeste. Yeltsin perdió contra Ziugánov en el corazón industrial del sur de Rusia. La parte sur del país pasó a ser conocida como el "cinturón rojo", subrayando la resistencia del Partido Comunista en las elecciones desde la ruptura de la Unión Soviética.
En una reunión con líderes de la oposición en 2012, el entonces presidente de Rusia, Dmitri Medvédev, dijo que «casi no hay duda de que quien ganó no fue Borís Nikoláievich Yeltsin».

## Resultados
| Candidato                 | Partido                   | Partido                         | 1ª vuelta   | 1ª vuelta | 2ª vuelta   | 2ª vuelta |
| Candidato                 | Partido                   | Partido                         | Votos       | %         | Votos       | %         |
| ------------------------- | ------------------------- | ------------------------------- | ----------- | --------- | ----------- | --------- |
| Borís Yeltsin             |                           | Independiente                   | 26.665.495  | 35.8      | 40.208.384  | 54.4      |
| Guennadi Ziugánov         |                           | Partido Comunista               | 24.211.686  | 32.5      | 30.113.306  | 40.7      |
| Aleksandr Lébed           |                           | Congreso de las Comunidades     | 10.974.736  | 14.7      |             |           |
| Grigori Yavlinski         |                           | Yábloko                         | 5.550.752   | 7.4       |             |           |
| Vladímir Zhirinovski      |                           | Partido Liberal-Demócrata       | 4.311.479   | 5.8       |             |           |
| Sviatoslav Fiódorov       |                           | Partido del Autogobierno Obrero | 699.158     | 0.9       |             |           |
| Mijaíl Gorbachov          |                           | Independiente                   | 386.069     | 0.5       |             |           |
| Martin Shakkum            |                           | Independiente                   | 277.068     | 0.4       |             |           |
| Yuri Vlásov               |                           | Independiente                   | 151.282     | 0.2       |             |           |
| Vladímir Bryntsálov       |                           | Partido Socialista              | 123.065     | 0.2       |             |           |
| Amán Tuléyev              |                           | Independiente                   | 308         | 0.0       |             |           |
| Votos positivos           | Votos positivos           | Votos positivos                 | 1.827.490   | 98,15     | 1.667.905   | 94,05     |
| Votos contra todos        | Votos contra todos        | Votos contra todos              | 1.163.921   | 1,6       | 3.604.462   | 4,9       |
| Votos en blanco/inválidos | Votos en blanco/inválidos | Votos en blanco/inválidos       | 1.072.120   |           | 780.592     |           |
| Participación             | Participación             | Participación                   | 75.587.139  | 69,7      | 74.691.290  | 68,8      |
| Votantes registrados      | Votantes registrados      | Votantes registrados            | 108.495.023 | 100       | 108.589.050 | 100       |